# 保羅·赫曼
保羅·赫曼（英語：Paul Herman，1946年3月29日—2022年3月29日）是一名美國男演員。他因在大衛·歐·羅素的電影《派特的幸福劇本》（2012年）中飾演Randy與在馬丁·史柯西斯的史詩式犯罪電影《愛爾蘭人》（2019年）中飾演密語·狄托利歐而知名。

## 事業
赫曼出演的其他電影包括、《強盜爸爸》、《萬惡夜總會》、《烈火悍將》、《瘋狂的心》、《兩男一女三逃犯》、《豪情四兄弟》、《警察帝國》、《烈火終結令》、《捉姦家族》與《瞞天大佈局》等作。他在《黑道家族》中飾演Peter "Beansie" Gaeta，以及在另一部HBO電視劇《我家也有大明星》中飾演文森·錢司的會計師馬文。
赫曼還在另外兩部史柯西斯的犯罪電影中飾演次要的背景角色。在2009年電影《瘋狂的心》中，赫曼飾演傑夫·布里吉的角色的經理。

## 個人生活
赫曼和他的兄弟查理在1990年代經營位於林肯表演藝術中心對面的哥倫布咖啡廳，演員、芭蕾舞者、黑幫分子以及聯邦調查局（FBI）和緝毒局特工（DEA）都經常光顧。赫曼還與米哈伊·巴里什尼科夫及其他演員一起在咖啡館擁有少量所有權。

## 逝世
赫曼在2022年3月29日逝世，當天也是他的76歲生日。

## 外部連結
- Paul Herman在互联网电影资料库（IMDb）上的資料（英文）
- 保羅·赫曼在豆瓣上的资料（简体中文）